# V-Dem 민주주의 지수
| 0.900–1.000 0.800–0.899 0.700–0.799 0.600–0.699 | 0.500–0.599 0.400–0.499 0.300–0.399 0.200–0.299 | 0.100–0.199 0.000–0.099 No data |

2023년 V-Dem 선거 민주주의 지수 지도
0.900–1.000
0.800–0.899
0.700–0.799
0.600–0.699
0.500–0.599
0.400–0.499
0.300–0.399
0.200–0.299
0.100–0.199
0.000–0.099
No data

V-Dem의 민주주의 지수는 민주주의 다양성 연구소에서 발행하는 민주주의 지수로 다양한 민주주의의 수준을 측정한다. 이 데이터세트는 매년 공개되고 있으며 자유롭게 사용할 수 있다. 특히 V-Dem 데이터세트는 정치학자들 사이에서 인기가 높으며 전 세계 정치 체제의 특성을 설명하고 있다. 전체적으로 V-Dem Institute가 발표한 데이터세트에는 정부의 모든 측면, 특히 민주주의의 질, 포용성 및 기타 경제 지표를 설명하는 수백 개의 지표 변수에 대한 정보가 포함되어 있으며, 자동으로 데이터가 번들되어 있는 R 패키지를 제공하고 있다.
민주주의 다양성 연구소의 민주주의 지수는 여러 민주주의 지수(예: Polity 데이터 시리즈 및 프리덤 하우스의 세계 자유 지수) 중에서 가장 정교하고 세부적으로, 2020년 현재 V-Dem 지수는 "1789~2019년 기간의 202개 정체를 포괄하는 470개 이상의 지표, 82개 중간 지수, 5개 상위 지수"를 보유하고 있다. 각 지표는 최소 5개국 이상의 전문가들이 독립적으로 측정한다. V-Dem은 방법론적 도구를 사용하여 전문가 평가의 신뢰도 및 신뢰 구간을 처리한다. 정치학자 다니엘 헤게두스는 V-Dem 지수를 "학술 연구를 위한 양적 민주주의 데이터의 가장 중요한 제공자"라고 설명하고 있다.

## 민주주의 지수
2022년 현재 민주주의 다양성 연구소는 483개의 맞춤형 지표를 발표하고 59개의 기타 지표를 재발행하고 있다. V-Dem은 다섯 가지 핵심 지수와 몇 가지 보조 지수를 발표하며, 핵심 지수는 선거 민주주의 지수, 자유 민주주의 지수, 참여 민주주의 지수, 숙의 민주주의 지수, 평등 민주주의 지수이다.
선거민주주의지수
이 지수는 선거가 자유롭고 공정했는지 여부, 자유롭고 독립적인 언론의 보급률 등을 포함하여 선거 또는 대의 민주주의의 원칙을 측정하며, 이 지수는 민주주의의 핵심 구성 요소로서 다른 모든 지수에 포함되어있다.
자유민주주의 지수
이 지수에는 선거민주주의 지수에서 측정된 개념과 함께 법치, 견제와 균형, 시민의 자유 측정이 포함된다.
참여민주주의 지수
이 지수는 시민들이 지방민주주의기관, 시민사회단체, 직접민주주의를 통해 자신의 정부에 참여하는 정도와 선거민주주의 지수에서 측정된 개념을 측정한 것이다.
숙의민주주의 지수
이 지수는 기본적인 선거민주주의 지수에 더해 강압이나 협소한 이익집단이 아닌 국민의 최선의 이익을 위해 결정이 내려지는 정도를 측정한다.
평등 민주주의 지수
이 지수는 선거 민주주의 수준 외에도 사회 내 다양한 집단의 자원, 권력, 자유에 대한 평등한 접근 수준을 측정한다.

## 순위
아래 표는 2023년 민주주의 상태를 평가하는 2개의 상위 V-Dem 민주주의 지수와 4개의 중간 수준 민주주의 구성 요소 지수들로, 2024년에 발표된 V-Dem 민주주의 지수를 보여준다

| 국가                   | 민주주의 지수 | 민주주의 지수 | 민주주의 구성 요소 지수 | 민주주의 구성 요소 지수 | 민주주의 구성 요소 지수 | 민주주의 구성 요소 지수 |
| 국가                   | 선거 민주주의 | 자유민주주의  | 자유                    | 평등                    | 참여                    | 숙의                    |
| ---------------------- | ------------- | ------------- | ----------------------- | ----------------------- | ----------------------- | ----------------------- |
| 덴마크                 | 0.915         | 0.883         | 0.977                   | 0.972                   | 0.716                   | 0.967                   |
| 아이슬란드             | 0.896         | 0.831         | 0.933                   | 0.875                   | 0.634                   | 0.905                   |
| 에스토니아             | 0.895         | 0.845         | 0.955                   | 0.887                   | 0.638                   | 0.85                    |
| 벨기에                 | 0.895         | 0.814         | 0.909                   | 0.931                   | 0.648                   | 0.91                    |
| 스위스                 | 0.89          | 0.844         | 0.962                   | 0.931                   | 0.882                   | 0.98                    |
| 뉴질랜드               | 0.886         | 0.831         | 0.95                    | 0.866                   | 0.703                   | 0.831                   |
| 노르웨이               | 0.886         | 0.836         | 0.955                   | 0.961                   | 0.655                   | 0.988                   |
| 스웨덴                 | 0.884         | 0.852         | 0.98                    | 0.903                   | 0.651                   | 0.905                   |
| 룩셈부르크             | 0.878         | 0.798         | 0.91                    | 0.939                   | 0.578                   | 0.975                   |
| 프랑스                 | 0.877         | 0.81          | 0.93                    | 0.811                   | 0.632                   | 0.939                   |
| 체코                   | 0.871         | 0.805         | 0.933                   | 0.913                   | 0.585                   | 0.88                    |
| 코스타리카             | 0.868         | 0.816         | 0.953                   | 0.886                   | 0.648                   | 0.945                   |
| 핀란드                 | 0.86          | 0.82          | 0.972                   | 0.896                   | 0.637                   | 0.942                   |
| 캐나다                 | 0.856         | 0.755         | 0.882                   | 0.777                   | 0.648                   | 0.822                   |
| 독일                   | 0.856         | 0.812         | 0.967                   | 0.941                   | 0.662                   | 0.976                   |
| 호주                   | 0.854         | 0.804         | 0.957                   | 0.832                   | 0.704                   | 0.921                   |
| 네덜란드               | 0.854         | 0.8           | 0.951                   | 0.891                   | 0.62                    | 0.943                   |
| 영국                   | 0.852         | 0.772         | 0.914                   | 0.81                    | 0.66                    | 0.843                   |
| 라트비아               | 0.852         | 0.768         | 0.908                   | 0.862                   | 0.674                   | 0.825                   |
| 미국                   | 0.848         | 0.772         | 0.92                    | 0.651                   | 0.657                   | 0.838                   |
| 포르투갈               | 0.845         | 0.751         | 0.887                   | 0.795                   | 0.611                   | 0.872                   |
| 우루과이               | 0.845         | 0.77          | 0.922                   | 0.821                   | 0.768                   | 0.849                   |
| 오스트리아             | 0.844         | 0.773         | 0.926                   | 0.893                   | 0.65                    | 0.827                   |
| 스페인                 | 0.843         | 0.757         | 0.902                   | 0.841                   | 0.645                   | 0.828                   |
| 아르헨티나             | 0.84          | 0.69          | 0.803                   | 0.769                   | 0.616                   | 0.696                   |
| 칠레                   | 0.838         | 0.786         | 0.956                   | 0.723                   | 0.661                   | 0.939                   |
| 이탈리아               | 0.837         | 0.757         | 0.911                   | 0.904                   | 0.747                   | 0.911                   |
| 아이슬란드             | 0.834         | 0.744         | 0.896                   | 0.87                    | 0.659                   | 0.845                   |
| 슬로바키아             | 0.823         | 0.739         | 0.909                   | 0.792                   | 0.686                   | 0.583                   |
| 중화민국               | 0.823         | 0.722         | 0.878                   | 0.913                   | 0.751                   | 0.897                   |
| 일본                   | 0.818         | 0.731         | 0.901                   | 0.927                   | 0.565                   | 0.9                     |
| 리투아니아             | 0.798         | 0.735         | 0.938                   | 0.868                   | 0.692                   | 0.822                   |
| 자메이카               | 0.798         | 0.678         | 0.847                   | 0.829                   | 0.59                    | 0.807                   |
| 바베이도스             | 0.796         | 0.678         | 0.849                   | 0.825                   | 0.295                   | 0.887                   |
| 바누아투               | 0.796         | 0.691         | 0.872                   | 0.764                   | 0.556                   | 0.754                   |
| 브라질                 | 0.784         | 0.692         | 0.887                   | 0.592                   | 0.643                   | 0.925                   |
| 몰타                   | 0.779         | 0.64          | 0.807                   | 0.894                   | 0.653                   | 0.803                   |
| 키프로스               | 0.774         | 0.636         | 0.817                   | 0.869                   | 0.574                   | 0.837                   |
| 슬로베니아             | 0.758         | 0.653         | 0.864                   | 0.884                   | 0.71                    | 0.867                   |
| 카보베르데             | 0.754         | 0.648         | 0.863                   | 0.725                   | 0.538                   | 0.695                   |
| 트리니다드 토바고      | 0.753         | 0.635         | 0.84                    | 0.788                   | 0.577                   | 0.928                   |
| 수리남                 | 0.753         | 0.631         | 0.837                   | 0.713                   | 0.572                   | 0.773                   |
| 그리스                 | 0.751         | 0.582         | 0.752                   | 0.835                   | 0.641                   | 0.868                   |
| 세이셸                 | 0.743         | 0.659         | 0.894                   | 0.831                   | 0.288                   | 0.942                   |
| 크로아티아             | 0.733         | 0.639         | 0.879                   | 0.768                   | 0.625                   | 0.68                    |
| 파나마                 | 0.73          | 0.571         | 0.76                    | 0.541                   | 0.518                   | 0.737                   |
| 이스라엘               | 0.723         | 0.634         | 0.889                   | 0.762                   | 0.603                   | 0.759                   |
| 몰도바                 | 0.713         | 0.608         | 0.86                    | 0.8                     | 0.665                   | 0.93                    |
| 콜롬비아               | 0.704         | 0.565         | 0.793                   | 0.528                   | 0.648                   | 0.695                   |
| 대한민국               | 0.703         | 0.604         | 0.863                   | 0.863                   | 0.61                    | 0.844                   |
| 페루                   | 0.699         | 0.576         | 0.819                   | 0.519                   | 0.622                   | 0.506                   |
| 동티모르               | 0.698         | 0.507         | 0.692                   | 0.555                   | 0.554                   | 0.72                    |
| 남아프리카 공화국      | 0.687         | 0.584         | 0.851                   | 0.629                   | 0.563                   | 0.865                   |
| 도미니카 공화국        | 0.685         | 0.438         | 0.577                   | 0.46                    | 0.595                   | 0.837                   |
| 네팔                   | 0.681         | 0.523         | 0.742                   | 0.592                   | 0.614                   | 0.555                   |
| 상투메 프린시페        | 0.675         | 0.563         | 0.835                   | 0.67                    | 0.561                   | 0.678                   |
| 코소보                 | 0.674         | 0.494         | 0.702                   | 0.685                   | 0.524                   | 0.6                     |
| 루마니아               | 0.669         | 0.501         | 0.72                    | 0.674                   | 0.657                   | 0.35                    |
| 불가리아               | 0.666         | 0.588         | 0.898                   | 0.76                    | 0.663                   | 0.914                   |
| 가나                   | 0.661         | 0.562         | 0.858                   | 0.683                   | 0.381                   | 0.854                   |
| 에콰도르               | 0.646         | 0.467         | 0.689                   | 0.488                   | 0.759                   | 0.54                    |
| 나미비아               | 0.646         | 0.519         | 0.792                   | 0.425                   | 0.486                   | 0.706                   |
| 레소토                 | 0.644         | 0.503         | 0.758                   | 0.727                   | 0.531                   | 0.689                   |
| 감비아                 | 0.641         | 0.517         | 0.798                   | 0.659                   | 0.592                   | 0.728                   |
| 라이베리아             | 0.639         | 0.436         | 0.638                   | 0.561                   | 0.469                   | 0.836                   |
| 아르메니아             | 0.634         | 0.422         | 0.611                   | 0.811                   | 0.442                   | 0.69                    |
| 솔로몬 제도            | 0.619         | 0.481         | 0.759                   | 0.517                   | 0.514                   | 0.495                   |
| 세네갈                 | 0.617         | 0.459         | 0.719                   | 0.688                   | 0.582                   | 0.844                   |
| 조지아                 | 0.604         | 0.473         | 0.761                   | 0.784                   | 0.542                   | 0.803                   |
| 몰디브                 | 0.599         | 0.453         | 0.728                   | 0.61                    | 0.49                    | 0.782                   |
| 폴란드                 | 0.588         | 0.444         | 0.729                   | 0.877                   | 0.555                   | 0.719                   |
| 볼리비아               | 0.586         | 0.353         | 0.53                    | 0.595                   | 0.632                   | 0.541                   |
| 몬테네그로             | 0.581         | 0.467         | 0.785                   | 0.771                   | 0.561                   | 0.759                   |
| 말라위                 | 0.58          | 0.485         | 0.83                    | 0.479                   | 0.567                   | 0.753                   |
| 스리랑카               | 0.58          | 0.421         | 0.688                   | 0.625                   | 0.549                   | 0.61                    |
| 파라과이               | 0.579         | 0.426         | 0.697                   | 0.315                   | 0.535                   | 0.493                   |
| 케냐                   | 0.564         | 0.456         | 0.789                   | 0.59                    | 0.603                   | 0.833                   |
| 북마케도니아           | 0.56          | 0.359         | 0.584                   | 0.598                   | 0.61                    | 0.64                    |
| 보츠와나               | 0.558         | 0.434         | 0.753                   | 0.658                   | 0.432                   | 0.587                   |
| 인도네시아             | 0.541         | 0.36          | 0.604                   | 0.445                   | 0.595                   | 0.816                   |
| 멕시코                 | 0.534         | 0.299         | 0.476                   | 0.452                   | 0.654                   | 0.545                   |
| 온두라스               | 0.534         | 0.394         | 0.695                   | 0.389                   | 0.544                   | 0.675                   |
| 잠비아                 | 0.529         | 0.424         | 0.771                   | 0.582                   | 0.652                   | 0.883                   |
| 몽골                   | 0.527         | 0.405         | 0.732                   | 0.607                   | 0.398                   | 0.769                   |
| 부탄                   | 0.527         | 0.445         | 0.819                   | 0.831                   | 0.558                   | 0.921                   |
| 가이아나               | 0.512         | 0.332         | 0.578                   | 0.686                   | 0.513                   | 0.38                    |
| 보스니아 헤르체고비나  | 0.512         | 0.346         | 0.616                   | 0.655                   | 0.527                   | 0.678                   |
| 알바니아               | 0.51          | 0.402         | 0.75                    | 0.706                   | 0.555                   | 0.444                   |
| 말레이시아             | 0.506         | 0.359         | 0.655                   | 0.726                   | 0.533                   | 0.662                   |
| 과테말라               | 0.505         | 0.309         | 0.536                   | 0.294                   | 0.489                   | 0.46                    |
| 피지                   | 0.504         | 0.41          | 0.779                   | 0.638                   | 0.432                   | 0.78                    |
| 베냉                   | 0.498         | 0.325         | 0.58                    | 0.729                   | 0.487                   | 0.516                   |
| 시에라리온             | 0.497         | 0.384         | 0.728                   | 0.642                   | 0.585                   | 0.912                   |
| 나이지리아             | 0.491         | 0.327         | 0.597                   | 0.493                   | 0.609                   | 0.614                   |
| 모리셔스               | 0.479         | 0.36          | 0.696                   | 0.729                   | 0.57                    | 0.809                   |
| 파푸아뉴기니           | 0.475         | 0.383         | 0.761                   | 0.493                   | 0.527                   | 0.524                   |
| 마다가스카르           | 0.474         | 0.241         | 0.404                   | 0.313                   | 0.5                     | 0.44                    |
| 튀니지                 | 0.472         | 0.301         | 0.558                   | 0.813                   | 0.548                   | 0.766                   |
| 코트디부아르           | 0.454         | 0.253         | 0.457                   | 0.522                   | 0.611                   | 0.822                   |
| 헝가리                 | 0.44          | 0.325         | 0.668                   | 0.631                   | 0.571                   | 0.361                   |
| 탄자니아               | 0.435         | 0.39          | 0.844                   | 0.708                   | 0.532                   | 0.777                   |
| 필리핀                 | 0.43          | 0.287         | 0.581                   | 0.334                   | 0.567                   | 0.749                   |
| 기니비사우             | 0.421         | 0.233         | 0.425                   | 0.454                   | 0.345                   | 0.401                   |
| 토고                   | 0.416         | 0.215         | 0.409                   | 0.626                   | 0.477                   | 0.735                   |
| 우크라이나             | 0.415         | 0.249         | 0.5                     | 0.654                   | 0.58                    | 0.761                   |
| 소말릴란드             | 0.404         | 0.247         | 0.508                   | 0.28                    | 0.509                   | 0.507                   |
| 싱가포르               | 0.403         | 0.331         | 0.735                   | 0.81                    | 0.134                   | 0.738                   |
| 니제르                 | 0.389         | 0.282         | 0.595                   | 0.613                   | 0.599                   | 0.792                   |
| 엘살바도르             | 0.388         | 0.111         | 0.151                   | 0.315                   | 0.469                   | 0.261                   |
| 인도                   | 0.377         | 0.275         | 0.621                   | 0.429                   | 0.507                   | 0.612                   |
| 이라크                 | 0.367         | 0.21          | 0.452                   | 0.449                   | 0.462                   | 0.589                   |
| 레바논                 | 0.364         | 0.237         | 0.529                   | 0.503                   | 0.472                   | 0.667                   |
| 세르비아               | 0.364         | 0.253         | 0.579                   | 0.747                   | 0.55                    | 0.486                   |
| 모리타니               | 0.363         | 0.184         | 0.373                   | 0.338                   | 0.52                    | 0.548                   |
| 키르기스스탄           | 0.358         | 0.199         | 0.432                   | 0.582                   | 0.392                   | 0.367                   |
| 모잠비크               | 0.353         | 0.221         | 0.496                   | 0.513                   | 0.539                   | 0.56                    |
| 앙골라                 | 0.349         | 0.173         | 0.358                   | 0.293                   | 0.179                   | 0.367                   |
| 파키스탄               | 0.344         | 0.212         | 0.484                   | 0.243                   | 0.545                   | 0.531                   |
| 쿠웨이트               | 0.333         | 0.313         | 0.8                     | 0.58                    | 0.186                   | 0.66                    |
| 콩고 민주 공화국       | 0.317         | 0.122         | 0.244                   | 0.353                   | 0.398                   | 0.631                   |
| 중앙 아프리카 공화국   | 0.302         | 0.1           | 0.189                   | 0.282                   | 0.306                   | 0.373                   |
| 카메룬                 | 0.298         | 0.131         | 0.289                   | 0.498                   | 0.25                    | 0.229                   |
| 가봉                   | 0.293         | 0.175         | 0.429                   | 0.632                   | 0.56                    | 0.533                   |
| 잔지바르               | 0.289         | 0.23          | 0.608                   | 0.696                   | 0.462                   | 0.698                   |
| 태국                   | 0.288         | 0.228         | 0.598                   | 0.472                   | 0.388                   | 0.341                   |
| 짐바브웨               | 0.288         | 0.174         | 0.436                   | 0.36                    | 0.532                   | 0.543                   |
| 튀르키예               | 0.287         | 0.113         | 0.245                   | 0.53                    | 0.416                   | 0.195                   |
| 카자흐스탄             | 0.284         | 0.144         | 0.345                   | 0.597                   | 0.299                   | 0.446                   |
| 에티오피아             | 0.283         | 0.11          | 0.238                   | 0.518                   | 0.385                   | 0.612                   |
| 우간다                 | 0.28          | 0.217         | 0.577                   | 0.421                   | 0.392                   | 0.693                   |
| 코모로                 | 0.275         | 0.106         | 0.232                   | 0.592                   | 0.534                   | 0.483                   |
| 알제리                 | 0.27          | 0.121         | 0.287                   | 0.716                   | 0.23                    | 0.434                   |
| 모로코                 | 0.263         | 0.249         | 0.706                   | 0.566                   | 0.411                   | 0.727                   |
| 요르단                 | 0.256         | 0.253         | 0.729                   | 0.566                   | 0.284                   | 0.692                   |
| 팔레스타인 (서안 지구) | 0.254         | 0.138         | 0.359                   | 0.623                   | 0.422                   | 0.388                   |
| 방글라데시             | 0.253         | 0.096         | 0.219                   | 0.243                   | 0.303                   | 0.298                   |
| 지부티                 | 0.253         | 0.122         | 0.303                   | 0.528                   | 0.397                   | 0.387                   |
| 콩고 공화국            | 0.245         | 0.119         | 0.305                   | 0.34                    | 0.546                   | 0.562                   |
| 말리                   | 0.229         | 0.148         | 0.413                   | 0.609                   | 0.582                   | 0.724                   |
| 우즈베키스탄           | 0.215         | 0.081         | 0.2                     | 0.449                   | 0.173                   | 0.445                   |
| 르완다                 | 0.214         | 0.096         | 0.252                   | 0.548                   | 0.419                   | 0.589                   |
| 아이티                 | 0.214         | 0.066         | 0.152                   | 0.128                   | 0.259                   | 0.597                   |
| 베네수엘라             | 0.211         | 0.055         | 0.115                   | 0.285                   | 0.482                   | 0.067                   |
| 부르키나파소           | 0.205         | 0.182         | 0.559                   | 0.619                   | 0.421                   | 0.697                   |
| 캄보디아               | 0.198         | 0.057         | 0.13                    | 0.219                   | 0.371                   | 0.187                   |
| 리비아                 | 0.194         | 0.103         | 0.295                   | 0.446                   | 0.451                   | 0.703                   |
| 러시아                 | 0.19          | 0.062         | 0.151                   | 0.396                   | 0.379                   | 0.2                     |
| 이집트                 | 0.189         | 0.129         | 0.388                   | 0.317                   | 0.211                   | 0.303                   |
| 아제르바이잔           | 0.188         | 0.064         | 0.162                   | 0.37                    | 0.119                   | 0.123                   |
| 부룬디                 | 0.188         | 0.059         | 0.145                   | 0.31                    | 0.181                   | 0.199                   |
| 적도 기니              | 0.183         | 0.057         | 0.14                    | 0.327                   | 0.113                   | 0.1                     |
| 기니                   | 0.18          | 0.088         | 0.253                   | 0.388                   | 0.424                   | 0.22                    |
| 쿠바                   | 0.176         | 0.058         | 0.151                   | 0.771                   | 0.236                   | 0.3                     |
| 소말리아               | 0.172         | 0.136         | 0.429                   | 0.29                    | 0.251                   | 0.734                   |
| 오만                   | 0.17          | 0.137         | 0.436                   | 0.58                    | 0.388                   | 0.203                   |
| 니카라과               | 0.17          | 0.027         | 0.042                   | 0.306                   | 0.28                    | 0.033                   |
| 타지키스탄             | 0.168         | 0.041         | 0.091                   | 0.198                   | 0.157                   | 0.149                   |
| 벨라루스               | 0.157         | 0.036         | 0.082                   | 0.734                   | 0.161                   | 0.044                   |
| 이란                   | 0.156         | 0.082         | 0.246                   | 0.5                     | 0.079                   | 0.186                   |
| 홍콩                   | 0.154         | 0.124         | 0.401                   | 0.721                   | 0.131                   | 0.17                    |
| 투르크메니스탄         | 0.15          | 0.036         | 0.083                   | 0.288                   | 0.065                   | 0.043                   |
| 베트남                 | 0.149         | 0.114         | 0.372                   | 0.662                   | 0.563                   | 0.613                   |
| 차드                   | 0.148         | 0.047         | 0.127                   | 0.215                   | 0.34                    | 0.327                   |
| 시리아                 | 0.146         | 0.054         | 0.153                   | 0.167                   | 0.137                   | 0.056                   |
| 남수단                 | 0.143         | 0.065         | 0.193                   | 0.082                   | 0.232                   | 0.076                   |
| 팔레스타인 (가자 지구) | 0.136         | 0.07          | 0.219                   | 0.582                   | 0.357                   | 0.202                   |
| 수단                   | 0.135         | 0.046         | 0.132                   | 0.208                   | 0.279                   | 0.163                   |
| 라오스                 | 0.132         | 0.095         | 0.313                   | 0.44                    | 0.393                   | 0.181                   |
| 예멘                   | 0.13          | 0.048         | 0.14                    | 0.108                   | 0.217                   | 0.181                   |
| 바레인                 | 0.129         | 0.054         | 0.165                   | 0.391                   | 0.122                   | 0.209                   |
| 에스와티니             | 0.124         | 0.094         | 0.315                   | 0.219                   | 0.253                   | 0.164                   |
| 아랍에미리트           | 0.102         | 0.078         | 0.27                    | 0.486                   | 0.095                   | 0.285                   |
| 카타르                 | 0.087         | 0.085         | 0.306                   | 0.382                   | 0.041                   | 0.389                   |
| 조선민주주의인민공화국 | 0.084         | 0.015         | 0.036                   | 0.317                   | 0.153                   | 0.036                   |
| 미얀마                 | 0.081         | 0.016         | 0.044                   | 0.207                   | 0.314                   | 0.221                   |
| 아프가니스탄           | 0.075         | 0.03          | 0.101                   | 0.112                   | 0.03                    | 0.093                   |
| 중화인민공화국         | 0.074         | 0.037         | 0.129                   | 0.315                   | 0.124                   | 0.382                   |
| 에리트레아             | 0.068         | 0.01          | 0.025                   | 0.439                   | 0.028                   | 0.109                   |
| 사우디 아라비아        | 0.015         | 0.046         | 0.184                   | 0.446                   | 0.087                   | 0.249                   |

## 영향 및 사용법

실질적이고 의미 있는 독재화 (빨간색) 또는 민주화 (파란색)가 진행중인 국가 (2010~2020). 회색으로 표시된 국가는 실질적으로 변화가 없다.

다양한 조직에서 지표 구성에 V-Dem의 데이터 세트를 사용하고 있다. 미국 국제개발처의 자립 국가 로드맵은 V-Dem의  자유 민주주의 지수, 책임 지수, 사회 평등 및 시민 자유 존중 지수 등의 지표를 가공해 사용하고 있다. 또한, 세계 은행의 전세계 거버넌스 지표는 V-Dem의 데이터를 사용해 부패 통제 지표(V-Dem의 부패 지수 사용), 법치 지표(V-Dem의 자유주의 구성 요소 지수 사용) 및 표현 및 책임 지표 (V-Dem의 확장된 표현의 자유, 결사의 자유, 깨끗한 선거 지표 사용)를 발표한다 민주주의 보고서는 V-Dem 민주주의 지수를 바탕으로 민주주의 다양성 연구소에서 매년 발표하고 있다.

## 디지털 사회 프로젝트
디지털 사회 프로젝트(Digital Society Project)는 소셜 미디어의 정치적 지위와 인터넷에 대해 질문하는 V-Dem 설문조사의 지표 중 일부로, 특히 인터넷 검열, 온라인상의 잘못된 정보, 인터넷 차단과 관련된 다양한 지표를 측정한다. 이 연례 보고서에는 허위 정보, 디지털 미디어 자유, 디지털 미디어에 대한 국가 규제, 온라인 미디어 양극화, 온라인 사회적 분열 등 5가지 영역을 평가하는 35개 지표가 포함되어 있다.  2019년부터 매년 업데이트되었으며, 2000년부터 2021년까지의 데이터를 포함한다. 프리덤 하우스와 같은 다른 전문가 분석과 마찬가지로 이러한 데이터는 Access Now 또는 OpenNet Initiative의 데이터와 비교할 때 위양성 가능성이 더 높다.

## 비판
정치학자 조나스 울프는 V-Dem이 민주주의에 대한 다원주의적 개념을 포기하고 있으며, V-Dem은 민주주의의 다양성이라는 가치를 버리고 민주주의를 자유민주주의만으로 간주한 채 자유 민주주의의 한계를 무시했다고 비판했다.
V-Dem 데이터 세트는 안도라, 앤티가 바부다, 바하마, 벨리즈, 브루나이, 미크로네시아 연방, 그레나다, 도미니카 연방, 키리바시, 리히텐슈타인, 마셜 제도, 모나코, 나우루, 팔라우, 세인트키츠 네비스, 세인트루시아, 세인트빈센트그레나딘, 사모아, 산마리노, 통가, 투발루와 같은 일부 국가를 포함하지 않는다.

## 더 읽어보기
- Max Fisher, "U.S. Allies Drive Much of World's Democratic Decline, Data Shows: Washington-aligned countries backslid at nearly double the rate of non-allies, data shows, complicating long-held assumptions about American influence . 뉴욕 타임즈 . 2021년 11월 16일.
- Vanessa A. Boese, Markus Eberhardt: "Which Institutions Rule? Unbundling the Democracy-Growth Nexus", V-Dem Institute, 시리즈 2022:131, 2022년 2월.